# Diplococcium spicatum
Diplococcium spicatum är en svampart som beskrevs av Grove 1885. Diplococcium spicatum ingår i släktet Diplococcium och familjen Helminthosphaeriaceae.   Inga underarter finns listade i Catalogue of Life.